# Romainmôtier-Envy
Romainmôtier-Envy ist eine politische Gemeinde im Distrikt Jura-Nord vaudois des Kantons Waadt in der Schweiz. Die Gemeinde entstand 1970 durch die Fusion der vorher selbständigen Dörfer Romainmôtier und Envy. Der ehemalige deutsche Name Romansmünster für Romainmôtier wird heute nicht mehr verwendet.

## Geographie

Luftbild (1949)

Die Doppelgemeinde Romainmôtier-Envy liegt 6 km südwestlich von Orbe und 17 km südwestlich der Bezirkshauptstadt Yverdon-les-Bains (Luftlinie). Romainmôtier (674 m ü. M.) erstreckt sich in der schmalen Talniederung des Flüsschens Nozon, an dessen Austritt aus dem Jura. Envy liegt auf 691 m ü. M. in einem kurzen südlichen Seitental des Nozon, ebenfalls am Jurafuss.
Die Fläche des 7,0 km² grossen, stark verzweigten Gemeindegebiets umfasst einen Abschnitt des Jurafussplateaus. Der nördliche Teil des Gebietes wird vom schmalen Tal des Nozon eingenommen, das bis zu 100 m in die Hochfläche des Jurafussplateaus eingetieft ist. Nach Westen erstreckt sich der Gemeindeboden im Nozontal bis in den Jura hinein und erreicht am Nordhang der Mollendruz-Kette mit 910 m ü. M. den höchsten Punkt von Romainmôtier-Envy. Nördlich des Tals befindet sich das Waldgebiet Bois de Forel (bis 770 m ü. M.). Nach Süden reicht das Gebiet auf das gegen Osten abfallende Jurafussplateau und über die Höhen von La Planchette und La Reculanne bis zum Bec à l'Aigle (629 m ü. M.). Ein schmaler Zipfel erstreckt sich nach Südwesten in den Wald Prins Bois unterhalb von La Praz. Von der Gemeindefläche entfielen 1997 5 % auf Siedlungen, 68 % auf Wald und Gehölze und 27 % auf Landwirtschaft.
Zu Romainmôtier-Envy gehören einige Einzelhöfe. Nachbargemeinden von Romainmôtier-Envy sind Premier, Bretonnières, Bofflens, Croy, La Sarraz, Ferreyres, Moiry, Juriens und Vaulion.

## Bevölkerung
Mit 574 Einwohnern (Stand 31. Dezember 2023) gehört Romainmôtier-Envy zu den kleinen Gemeinden des Kantons Waadt. Von den Bewohnern sind 91,0 % französischsprachig, 5,3 % deutschsprachig und 2,1 % italienischsprachig (Stand 2000). Die Bevölkerungszahl von Romainmôtier-Envy belief sich 1900 auf 480 Einwohner. Danach wurde bis 1960 eine Abnahme um rund einen Drittel auf 331 Einwohner verzeichnet. Erst seit 1980 (342 Einwohner) wurde wieder eine leicht steigende Tendenz beobachtet.

## Wirtschaft
Romainmôtier-Envy war früher ein vorwiegend landwirtschaftlich geprägtes Dorf. Heute spielen der Ackerbau und die Forstwirtschaft nur noch eine marginale Rolle in der Erwerbsstruktur der Bevölkerung.
Seit dem 19. Jahrhundert wurde die Wasserkraft des Nozon von mehreren Mühlen genutzt. Um 1900 bestanden in Romainmôtier eine Ziegelei, eine Textilmaschinenfabrik und eine Feilenschleiferei (bis 1928). Heute bezieht die Gemeinde ihre Einkünfte aus dem Tourismus und dem Handwerk. Fast 70 % der Erwerbstätigen sind denn auch im tertiären Sektor beschäftigt. Romainmôtier-Envy verfügt über ein Zentrum für graphisches Handwerk und ein Alters- und Pflegeheim.

## Verkehr
Die Gemeinde liegt abseits der grösseren Durchgangsstrassen an einer Verbindungsstrasse von Orbe via Croy nach Vaulion und über den Jurapass Pétra Félix in das Vallée de Joux. Durch einen Postautokurs, der von Croy nach Vaulion (seit 2021 am Wochenende alle 2h bis Le Pont) verkehrt, ist Romainmôtier an das Netz des öffentlichen Verkehrs angebunden. Eine weitere Autobuslinie bedient die Strecke Croy-Romainmôtier-La Praz-L'Isle (seit 2021 nur noch bis La Praz). Rund 1,5 km östlich von Romainmôtier befindet sich der Bahnhof Croy-Romainmôtier an der Eisenbahnlinie Lausanne-Vallorbe. Der nördliche Teil des Bahnhofgeländes liegt ebenfalls auf dem Gemeindegebiet von Romainmôtier-Envy.

## Geschichte
Das Gemeindegebiet von Romainmôtier-Envy war bereits zur Römerzeit bewohnt. Zeugnisse aus dieser Zeit sind Überreste der Eisenschmelzöfen im Wald von Bellaires südöstlich des Ortes. Zwei Schmelzöfen aus dem 6. Jahrhundert wurden konserviert.
Die weitere Geschichte von Romainmôtier hängt eng mit derjenigen des Klosters Romainmôtier zusammen, das laut der Überlieferung Mitte des 5. Jahrhunderts gegründet wurde. Der Name Romanis monasterium erscheint erstmals um die Mitte des 8. Jahrhunderts in den Urkunden. Neben dem Kloster entwickelte sich allmählich eine Siedlung, die von der Blütezeit des Klosters vom 11. bis ins 15. Jahrhundert profitierte. Im 13. Jahrhundert gelangte Romainmôtier in den Einflussbereich der Herzöge von Savoyen.

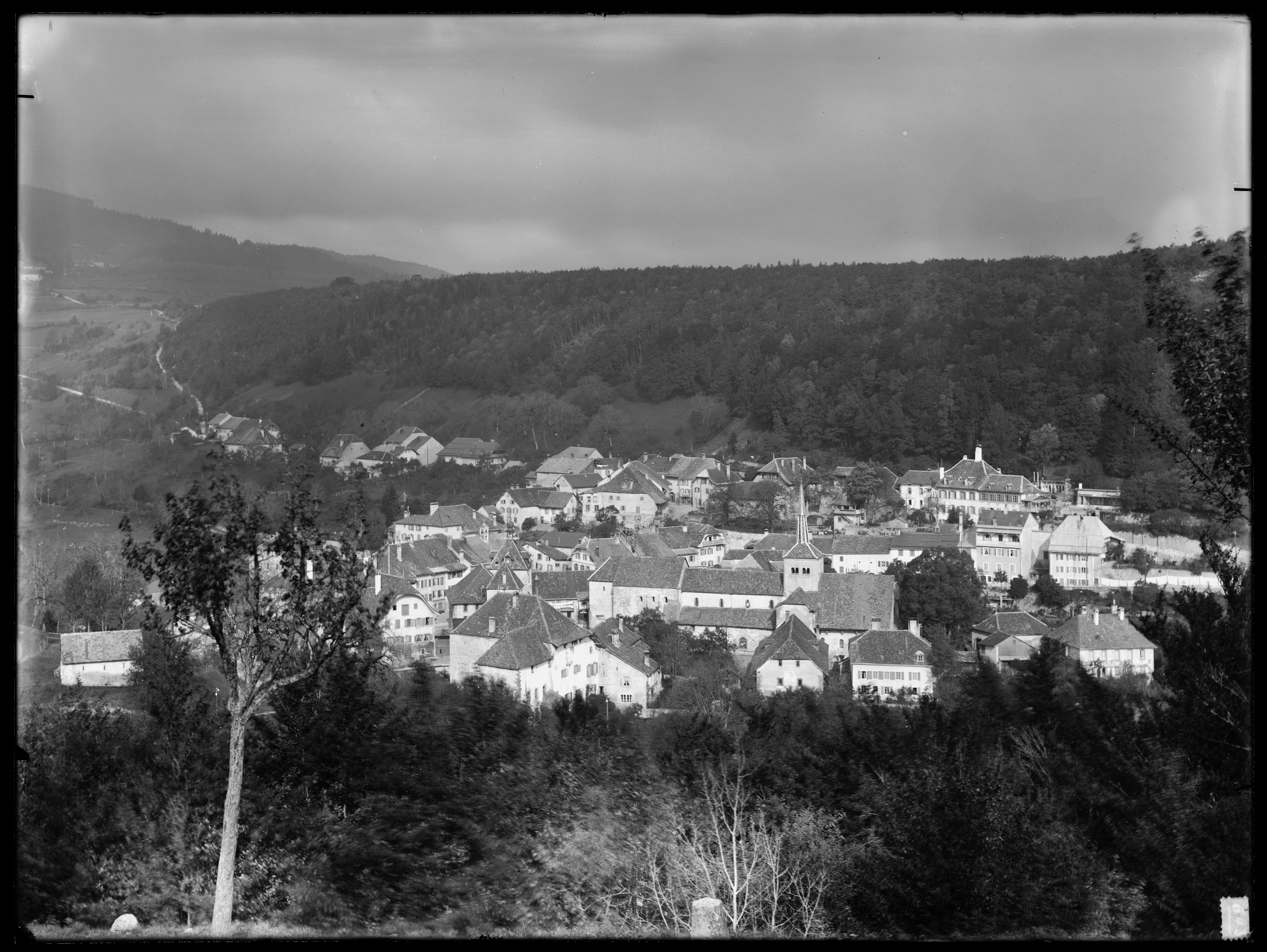
Romainmôtier 1904/05

Mit der Eroberung der Waadt durch Bern im Jahr 1536 wurde das Kloster säkularisiert und die Klostergüter von Bern eingezogen. In der Folge errichtete Bern die Vogtei Romainmôtier, die neben Lausanne die reichste Vogtei des Waadtlandes war. Sie umfasste das Gebiet von Romainmôtier, reichte im Norden bis an die Orbe, im Süden bis nach La Sarraz und Cuarnens, ferner gehörten die Exklaven Apples und Bursins dazu. Auch das gesamte Vallée de Joux war Teil der Vogtei Romainmôtier. 1589 erhielt Romainmôtier den Titel Stadt.
Nach dem Zusammenbruch des Ancien Régime gehörte der Ort von 1798 bis 1803 während der Helvetik zum Kanton Léman, der anschliessend mit der Inkraftsetzung der Mediationsverfassung im Kanton Waadt aufging. 1798 wurde Romainmôtier dem Bezirk Orbe zugeteilt. Das ehemalige Vogteigebiet wurde zwischen den Bezirken Orbe und Cossonay aufgeteilt, während das Vallée de Joux seither einen eigenen Bezirk bildet.
Am 1. Januar 1970 wurden die beiden vorher selbständigen Gemeinden Romainmôtier und Envy zusammengelegt und bilden seither die Doppelgemeinde Romainmôtier-Envy. Envy, das 1216 erstmals unter dem Namen Envi erwähnt wurde, zählte 1960 45 Einwohner und ist noch heute ein Bauerndorf.

## Sehenswürdigkeiten
Der Pierre des Gottettes ist ein über 2,0 m hoher, mit präkeltischen Ritzungen versehener Findling im gleichnamigen Wald, im Tal des Nozon, unweit von Romainmôtier-Envy.
Die bedeutendste Sehenswürdigkeit des Ortes ist die romanische Stiftskirche des ehemaligen Klosters Romainmôtier. Aus dem 14. Jahrhundert stammt der Uhrturm westlich der Stiftskirche, der einst das Tor in der Umfassungsmauer des Klosters bildete. Neben dem Turm steht das 1685 errichtete Haus des Lieutenant Baillival, der Vogteistatthalter war. Im Dorf sind einige stattliche Häuser aus dem 16. bis 18. Jahrhundert erhalten, darunter das Haus Glayre und das Pfarrhaus von 1746. Seit 1986 befindet sich im sogenannten Mönchshaus das Klostermuseum. 

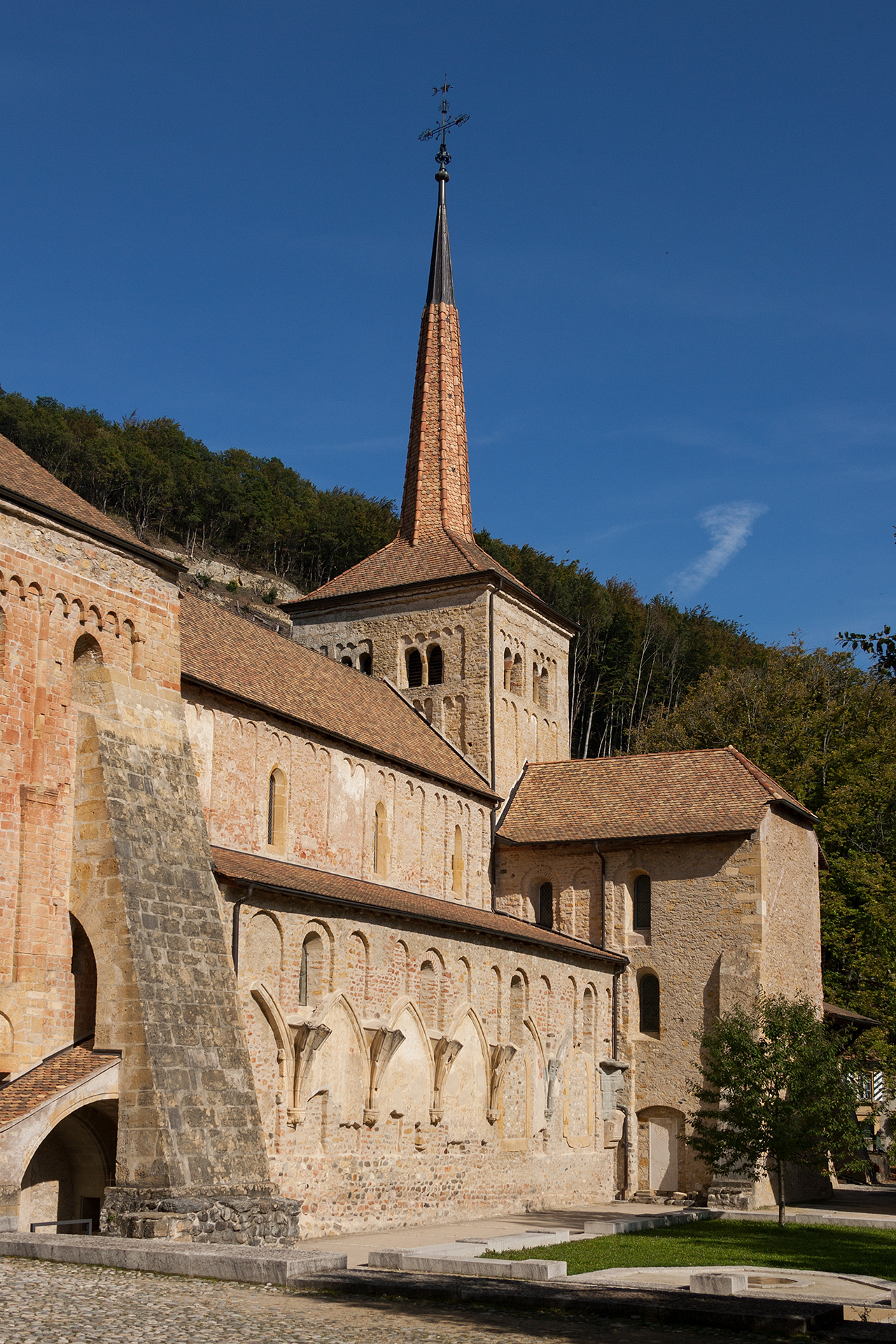
Stiftskirche
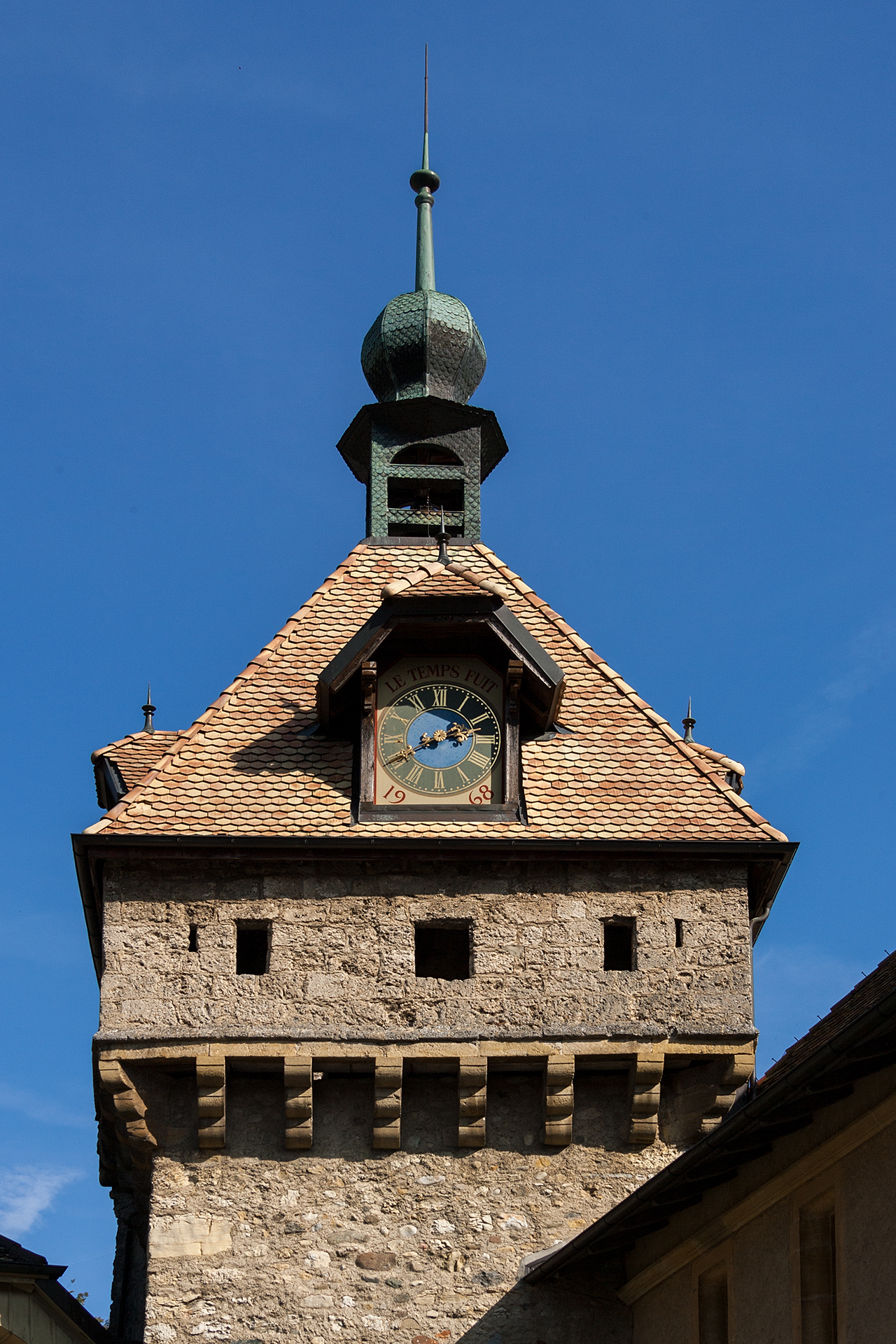
Uhrturm
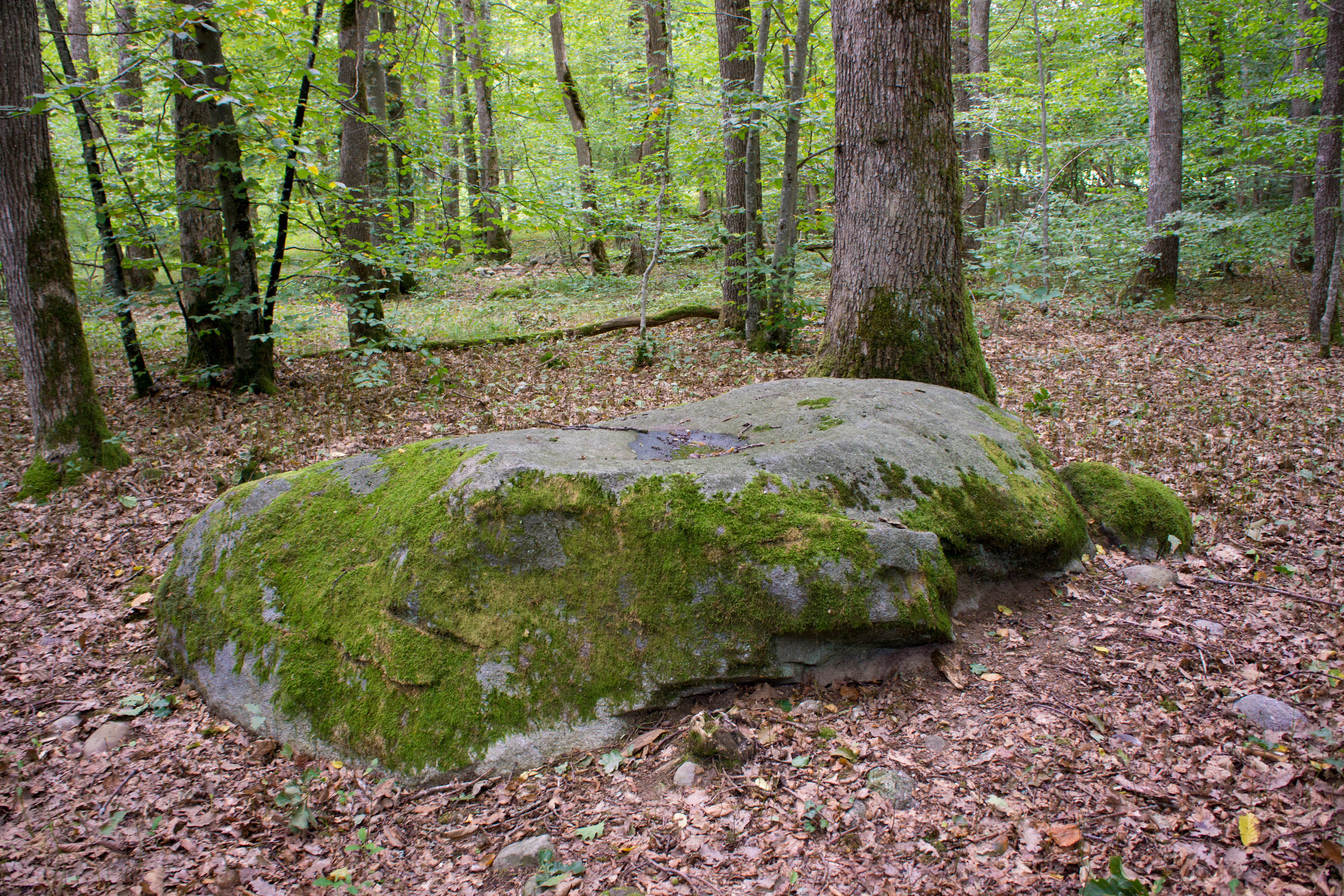
Schalenstein